# Ніколайс Ванадзіньш
Ніколайс Ванадзіньш (латис. Nikolajs Vanadziņš; 11 грудня 1892 — 23 серпня 1978) — латвійський органіст і музичний педагог.

## Життєпис
У 1917 році закінчив Петроградську консерваторію, учень Жака Ханшина. Після повернення Ханшин до Швейцарії, очолював у 1920—1923 роках органний клас Петроградської консерваторії, де його учнем був, зокрема, Ісай Браудо.
З 1923 року жив і працював у Латвії, очолював Народні консерваторії в Даугавпілсі (1923—1929) та Ризі (1929—1943), Музичне училище при Латвійській консерваторії (1945—1956). З 1938 року викладав у Латвійській консерваторії, з 1947 року — професор. Серед учнів Ванадзіньша були Петерис Сіполнієкс, Ольґертс Цинтіньш, Айвар Калейс, Євгенія Лісіцина, Талівалдіс Дексніс.

## Родина
Брат — Карліс Ґергардс Ванадзіньш (1890—1965), медик, закінчив Дерптський університет (1917), і до 1939 року вів медичну практику в Цесісі, одночасно з виконанням обов'язків міського голови в 1922—1933 роках. Із закінченням Другої світової війни емігрував до Швеції, помер у Векше.